# West-Coast-Jazz

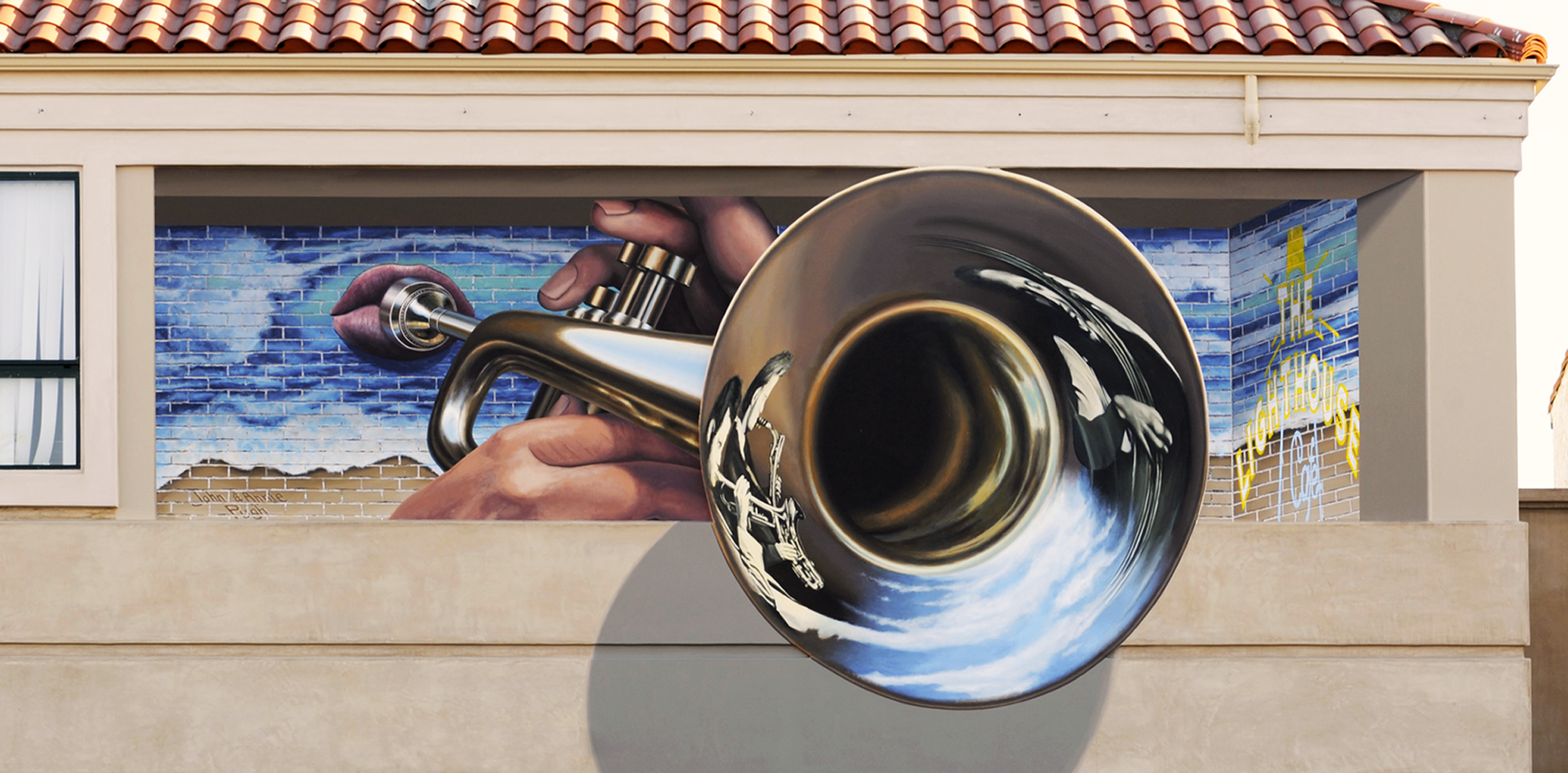
West-Coast-Jazz, Wandmalerei von John Pugh

Als West-Coast-Jazz (in der einschlägigen Literatur fast immer als West Coast Jazz) gilt eine Form von Jazzmusik, die sich in Kalifornien während der 1950er Jahre entwickelte. Sie wird im Allgemeinen nicht als eigener Stil, sondern als eine spezielle, zunächst regional charakterisierte Variante des Cool Jazz aufgefasst.
Wie im um 1950 in New York City entstandenen Cool Jazz war die an der Westküste ab 1952 entstehende Musik stärker arrangiert und auf eigenständigen Kompositionen basiert. Teilweise wurde der West-Coast-Jazz mit weißen Jazzmusikern aus den Filmstudios von Hollywood verbunden und galt bei einigen Kritikern, wie Hugues Panassié als weniger authentisch als andere Formen des Jazz. Der West-Coast-Jazz beruhte jedoch keineswegs auf einer Rassentrennung. Bereits in einer seiner frühesten Gruppen, dem Gerry-Mulligan-Quartett von 1952, waren auch afroamerikanischer Musiker beteiligt. Neben Shorty Rogers, Gerry Mulligan, Chet Baker, Bud Shank, Bill Perkins, Bob Cooper, Jimmy Giuffre, Shelly Manne, Bill Holman, Manny Albam oder André Previn haben afroamerikanische Musiker wie Curtis Counce, Chico Hamilton, Hampton Hawes, Red Callender oder Buddy Collette wesentliches geleistet. 1954 nahm eine Band um John Graas namens Jazz Studio 2 für Decca Records die LP From Hollywood auf.
Manchmal werden, obgleich dies geographisch nur bedingt stimmig ist, auch Dave Brubeck sowie Paul Desmond aufgrund der Eingängigkeit ihres Spiels zum West Coast gerechnet.
Die meisten Musiker des West-Coast-Jazz hatten Universitäts- und Konservatoriumsstudien hinter sich. Sie sahen ihre Musik in erster Linie als Kunst-, d. h. als Hörmusik und drängten den Aspekt einer tanzbaren Musik noch weiter zurück als im Bebop. Begriffe wie "understatement", "relaxed", Lyrik und Verhaltenheit charakterisieren das Spielideal seiner Vertreter. Komposition wie Improvisation gehörten zwar einem intellektuellen Kunstverständnis, orientieren sich aber deutlicher an Eingängigkeit und Singbarkeit als beispielsweise die abstrakten Linien aus der Tristano-Schule. Dennoch lehnte es ein Teil der Jazzkritik ab, den West-Coast-Jazz als eigenständigen Stil zu betrachten, da keine wirklichen stilistischen Neuerung mit ihm verbunden waren, die Musiker sich zum Teil auch am Bop orientierten und der Begriff vorrangig der Vermarktung (als Gegengewicht zum an der Ostküste entstehenden Hardbop) diente. 
Insbesondere durch die Tätigkeit von Schallplattenlabel wie Pacific Jazz Records und Contemporary Records wurde diese außerhalb der Jazzmetropole New York entstandene Spielhaltung bekannt. Bereits auf den Covern der Schallplatten wurden hier Assoziationen an Badestrand, Urlaub, frische Luft geweckt. Jazz wurde hier in der Tendenz mit dem Image lässiger Freizeitmusik versehen.